# Kavim

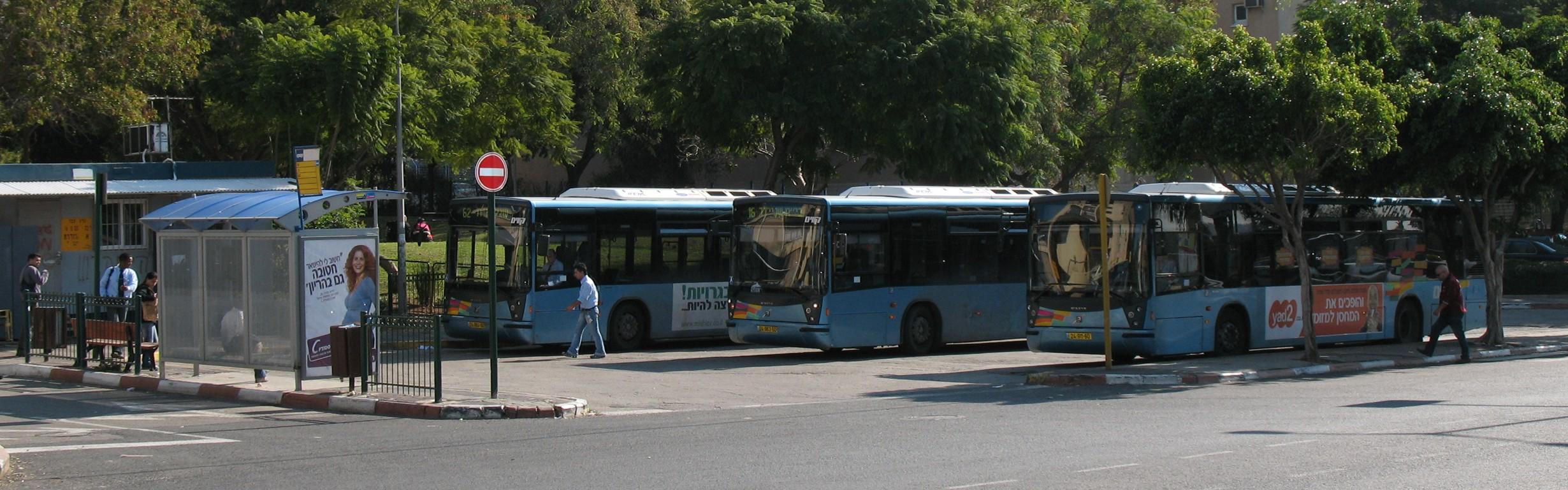
Kavim-Busse warten am Kaplan-Terminal in der Nähe des Beilinson Krankenhaus in Petach Tiqwa

Kavim (hebräisch קָוִים תַּחְבּוּרָה צִבּוּרִית בָּעָ״מ Qawīm Tachbūrah Zibbūrīt BaʿAM, deutsch ‚Linien Öffentlicher Verkehr GmbH‘, Plene: קווים) ist ein israelisches Busunternehmen. Es wurde im Jahr 2000 gegründet und betreibt Linien im Osten der Gusch Dan Region. Im Februar 2005 expandierte Kavim nach Norden, wo es anfing, Buslinien in Afula, Beit Scheʾan und dem Gebiet von Nazareth zur Verfügung zu stellen. 2006 waren weitere Strecken in Petach Tiqwa und Rosch haʿAjin geplant. Viele der aktuellen Buslinien wurden ursprünglich von Dan Bus betrieben.

## Kontroversen
Kavims Dienst wurde oft kritisiert, besonders in Petach Tiqwa. Im April 2008 schlug Avi Blustein, Mitglied des Stadtrates, vor, einen Ausschuss zu schaffen, der Kavims Betrieb innerhalb der Stadt inspizieren sollte. Das Unternehmen entgegnete, Blustein habe "aus politischen Erwägungen seinen guten Ruf geschädigt".
2008 wurde ein Kavim-Fahrer wegen Drogenhandels auf seinen Buslinien festgenommen. Kavim erklärte als Antwort, dass dies nicht das Unternehmen oder seine Fahrer widerspiegele.